# 히라지마 다카시
히라지마 다카시(일본어: 平島 崇, 1982년 2월 3일 ~ )는 일본의 전 축구 선수이다.

## 구단 경력
과거 아비스파 후쿠오카, 교토 상가 FC, 세레소 오사카, 도쿠시마 보르티스, AC 나가노 파르세이루에서 활동하였다.